# Rotstirn-Bartvogel
Der Rotstirn-Bartvogel (Tricholaema leucomelas) ist eine Vogelart aus der Familie der Afrikanischen Bartvögel. Die Art kommt im Süden Afrikas vor. Es werden mehrere Unterarten unterschieden. Die IUCN stuft den Rotstirn-Bartvogel als nicht gefährdet (least concern) ein.

## Erscheinungsbild

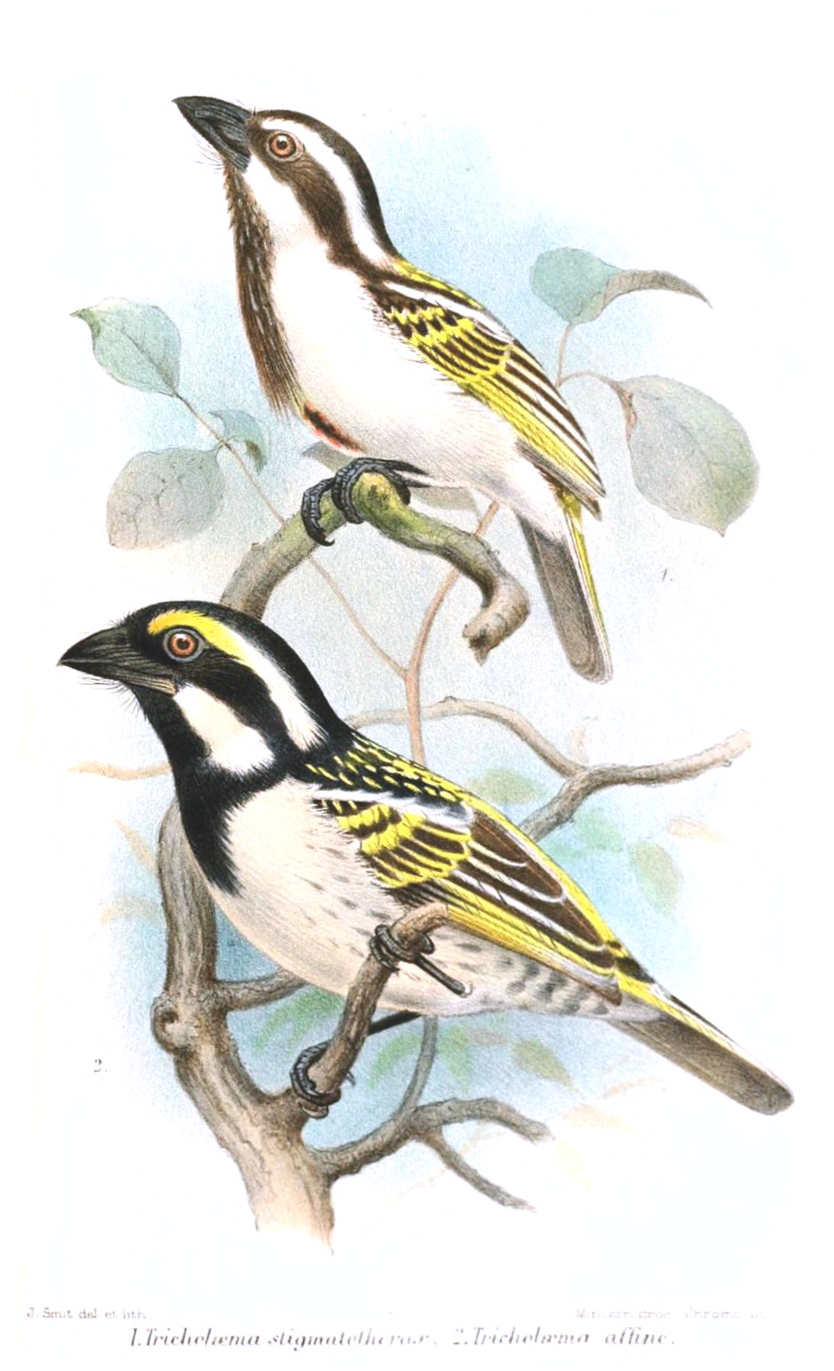
Rotstirn-Bartvogel, darüber ein Schwarzkopf-Bartvogel (Illustration von Joseph Smit, 1891)

Die Männchen haben eine Flügellänge von 7,8 bis 8,7 Zentimetern. Die Schwanzlänge beträgt 4,2 bis 5,1 Zentimeter. Der Schnabel erreicht eine Länge von 1,7 bis 2,0 Zentimeter. Weibchen haben ähnliche Körpermaße. Es besteht kein auffälliger Sexualdimorphismus.
Männchen und Weibchen haben eine rote Stirn, die durch einen schmalen schwarzen Streifen von der Schnabelbasis getrennt ist. Ein schwarzer Streif zieht sich über den Oberkopf bis in den Nacken. Dieser schwarze Streif weist eine individuell unterschiedliche Zahl von gelblich-weißen oder reinweißen Flecken auf. Der schwarze Streif ist von zwei weißen Streifen eingerahmt, die sich ebenfalls bis in den Nacken ziehen. Die Ohrdecken, die Kehle und das Kinn sind weiß, bei einigen Individuen ist der Bereich leicht schwarz gefleckt. Der Rücken ist bis zu den Oberschwanzdecken schwarz und weist gelbe Längsflecken auf. Die schwarzen Steuerfedern sind schmal gelbweiß gesäumt. Die Körperunterseite ist cremig-weiß, frisch vermausert wirkt die Brust leicht gelblich. Der Schnabel ist grau und wird zur Spitze hin schwärzlich. Die unbefiederte Haut rund um die Augen ist grau, die Augen sind dunkel- bis rotbraun. Die Füße und Beine sind grau bis schwarzbraun. 
Der Rotstirn-Bartvogel ähnelt dem Diadem-Haarbärtling sehr, die Verbreitungsgebiete der beiden Arten überlappen sich jedoch nicht. Der Feuerstirn-Bartvogel, der ebenfalls im Süden Afrikas vorkommt, weist ein ähnliches schwarz-weißes Gefieder und eine rote Stirn auf. Allerdings ist diese Art deutlich kleiner und hat einen wesentlich dünneren Schnabel. Die dunkle Kehle unterscheidet den Rotstirn-Bartvogel vom Miombo-Bartvogel. Beide Arten kommen im Südwesten Sambias vor und pflanzen sich gelegentlich miteinander fort.

## Verbreitungsgebiet und Lebensraum
Der Rotstirn-Bartvogel ist ein stellenweise häufiger Vogel, dessen Verbreitungsgebiet sich vom Nordwesten und Süden Angolas, dem Südwesten Sambias, Simbabwes und dem Südwesten von Mosambik bis in den Süden der Republik Südafrika erstreckt. Im Südwesten der Kapregion dehnt sich sein Verbreitungsgebiet aus, da hier zunehmend exotische Baumarten gepflanzt werden, deren Holz von ihm so gespannt werden kann, dass er seine Nisthöhlen zimmern kann. Im Westen und Süden seines Verbreitungsgebietes kommt er auch auf Meeresniveau vor, in der Regel kommt er jedoch in Höhenlagen zwischen 400 und 1500 Metern vor. Sein Lebensraum sind offene Waldgebiete sowie baumbestandenes Kulturland.

## Lebensweise
Zu den Insekten, die der Rotstirn-Bartvogel frisst, gehören Käfer, Wespen und Heuschrecken. Zu den Früchten, die er aufnimmt, gehören die des Zahnbürstenbaums und offene Schoten des Japanischen Schnurbaums.
Das Gelege besteht aus einem bis vier Eiern, die weißschalig sind. Die Brutzeit beträgt 14 bis 16 Tage. Beide Elternvögel brüten und versorgen später die Jungvögel. Die Nestlingszeit beträgt 35 Tage. Die Jungvögel sind in einem Alter von etwa 50 Tagen unabhängig.

## Belege

### Einzelbelege
1. 1 2   Short et al., S. 181
2. ↑   Short et al., S. 180
3. 1 2   Short et al., S. 182
4. ↑   Short et al., S. 183

### Weblink
- Tricholaema leucomelas in der Roten Liste gefährdeter Arten der IUCN 2013.2. Eingestellt von: BirdLife International, 2012. Abgerufen am 2. Februar  2014.